# Petar Drapšin

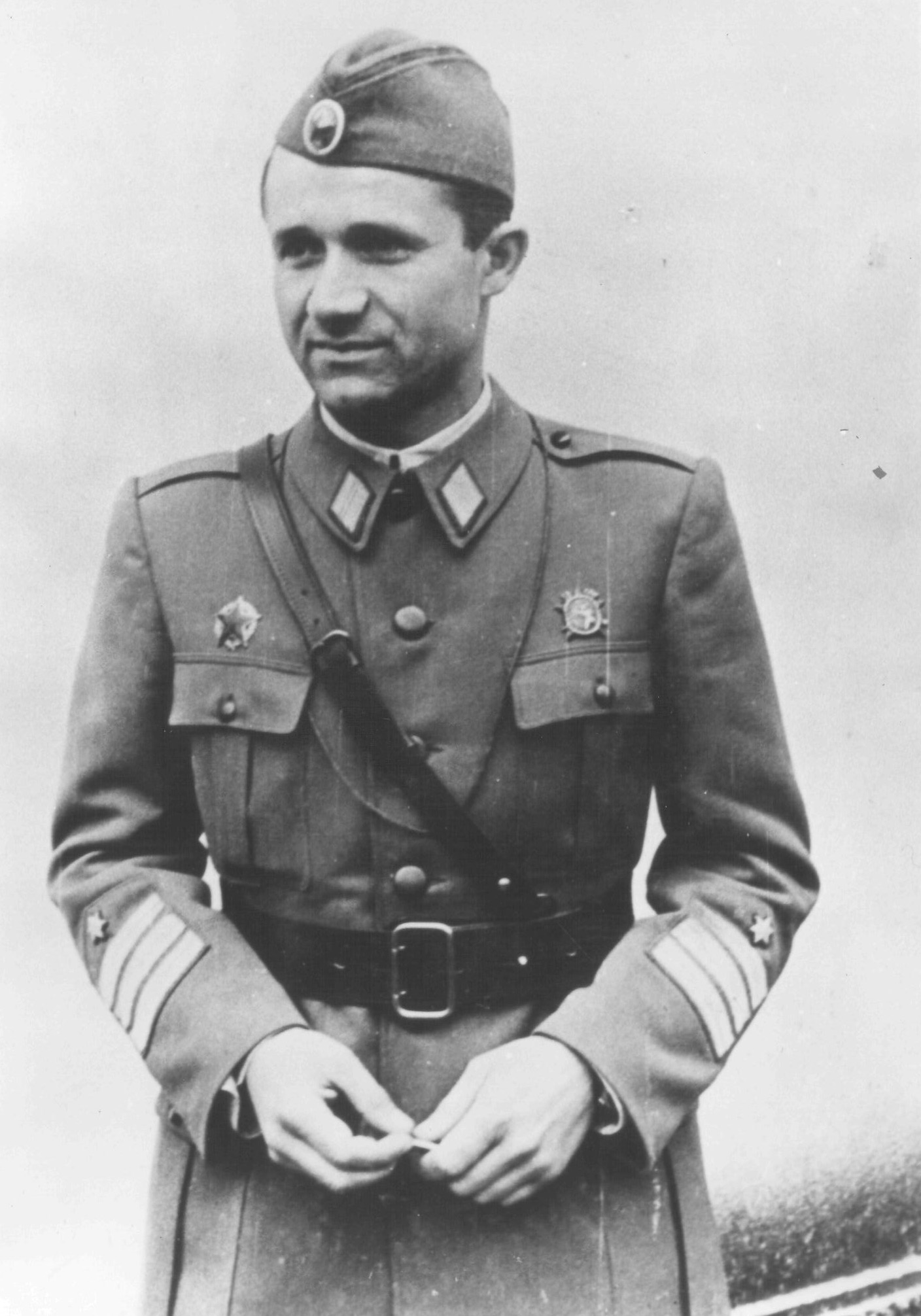
Luitenant-generaal Drapšin

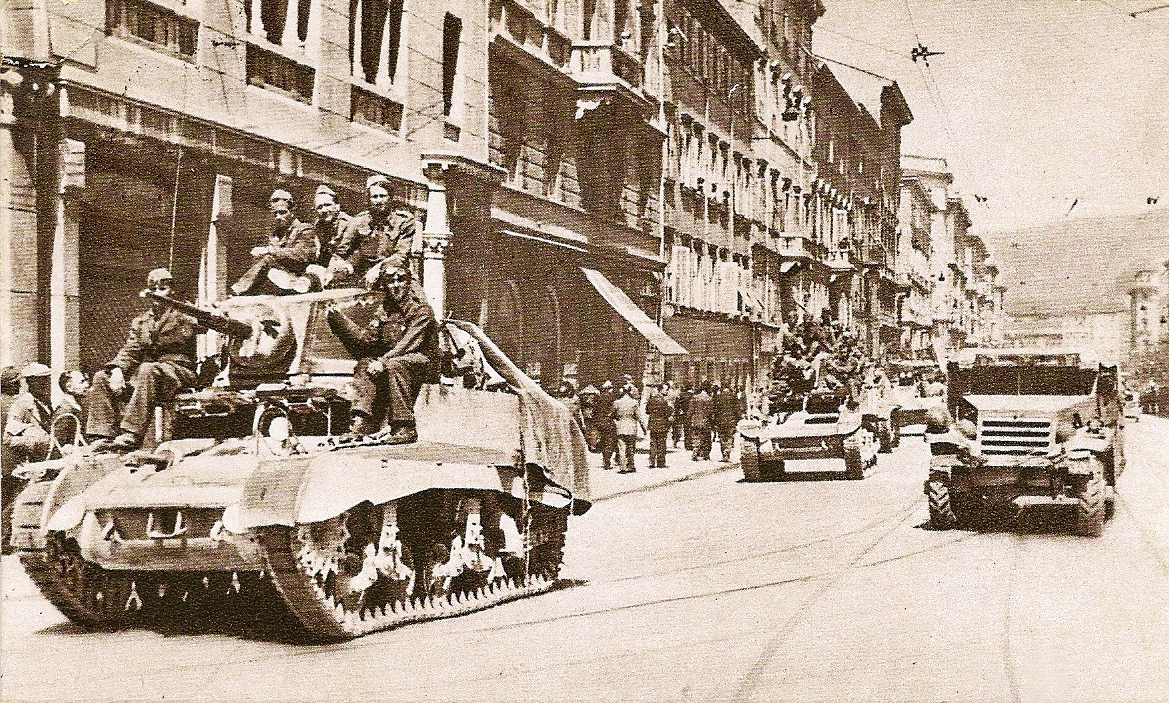
Vierde Joegoslavisch Leger in Triëst

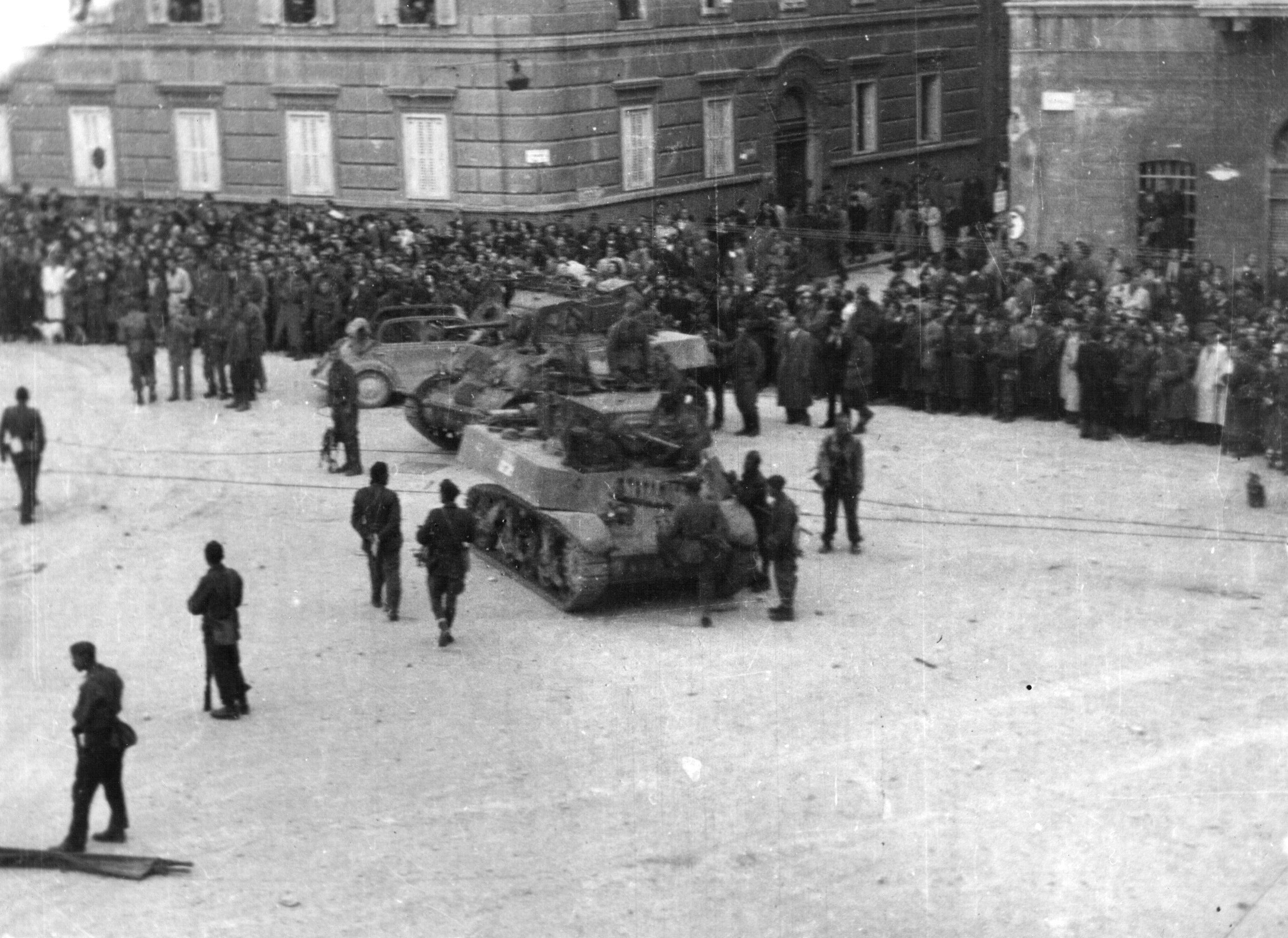

Petar Drapšin (Servisch: Петар Драпшин) (Turiji, 15 november 1914 – Belgrado, 2 november 1945) was een Joegoslavisch generaal tijdens de Tweede Wereldoorlog. 
Hij was bekend om zijn verovering van Triëst op Italië (1945). Dit leidde tot spanningen met de Geallieerden waardoor Drapšin zich een maand later uit de stad Triëst moet terugtrekken. Pas in 1947 leidde dit alles tot de oprichting van de Vrije zone Triëst; de stad zelf keerde terug naar Italië (Vrede van Parijs) in 1947.

## Levensloop
Drapšin werd geboren in een boerendorp nabij Srbobran in het koninkrijk Servië. Hij liep school in Srbobran nadat Servië opgegaan was in het koninkrijk Joegoslavië. Hij zocht contact met de Communistenbond via de jeugdafdeling en de literaire kring. Hij studeerde vervolgens aan de Technische Universiteit in Belgrado en Praag (1937). Daar meldde hij zich aan bij de Internationale Brigades in volle Spaanse Burgeroorlog. Hij vocht in Andalusië en in Madrid. Nadat Franco de burgeroorlog gewonnen had (1939) verdween Drapšin zoals vele anderen in interneringskampen in Frankrijk. Hij had de rang van kapitein van het Spaans Republikeins Leger. 
Hij kon ontsnappen uit het kamp via Joegoslavische agenten en bereikte Herzegovina. Bij de val van het koningschap ging Drapšin in militaire dienst van de Socialistische Federale Republiek Joegoslavië. Hij werd partizanencommandant van de Twaalfde Slavische Divisie en vocht in Slavonië (1943). Achtereenvolgens werd hij bevorderd tot commandant van het 4e Korps en het 8e Korps (1944)). Hij behaalde de graad van luitenant-generaal. Zo vocht hij in de Slag om Knin tegen Duitse, Četnik en Ustaša troepen (1944). 
Begin 1945 richtte Tito onder meer het Vierde Joegoslavische Leger op. Drapšin werd de commandant. Het Vierde Leger had als opdracht de Duitsers te verjagen uit de Kroatische kusten, uit Istrië en alzo de grens met Italië over te steken. De 24. Waffen-Gebirgs-Division der SS Karstjäger verzette zich heftig tegen aanvallen van partizanen langs alle kanten, waaronder het Vierde Leger. Het Vierde Leger onder leiding van generaal Drapšin verjoeg de Duitsers en de Ustaša. 
In april 1945 had Drapšin's Vierde Leger Istrië in hun greep en waren de steden Tržič en Gorizia bevrijd. Op 1 mei 1945 bevrijdden ze Triëst; het was een race tegen de klok want de Tweede Nieuw-Zeelandse divisie stond in het nabij gelegen Monfalcone, onder leiding van Bernard Freyberg. Voor Joegoslavië was de overwinning door Drapšin een belangrijk politiek gegeven. Op 2 mei trokken de Nieuw-Zeelanders Triëst binnen. De crisis tussen Geallieerden en Joegoslaven over Triëst bereikte een politiek hoogtepunt: op 9 juni 1945 verklaarden beide partijen in Belgrado dat Triëst opgesplitst werd tussen Geallieerden en Joegoslaven. Dit betekende dat de troepen van Drapšin zich diezelfde dag uit de stad Triëst moesten terugtrekken. Van de aanwezigheid van Joegoslavische eenheden in Triëst bleven alleen foto's over. 
Generaal Drapšin werd vereerd met militaire roem voor zijn succesvolle veldtocht. Hij wou zich verder politiek engageren doch overleed eind 1945 ten gevolge van een schot uit zijn pistool dat per ongeluk afging.